# American Beauty (Rose)
Die Rose American Beauty, in Deutschland als Mme Ferdinand Jamin bekannt, ist eine Remontant-Rosensorte. Sie wurde um 1875 von Henri Lédéchaux (Frankreich) gezüchtet.
Die bis zu 11 cm große, karminrote bis rosa Blüte sitzt auf langen, geraden Stielen und duftet intensiv. Der stark bewehrte Strauch trägt dunkelgrüne Blätter und wächst bis zu 2 m hoch. 'American Beauty' remontiert schwach und ist winterhart bis −29 °C (USDA-Zone 5). Die Rosensorte ist anfällig für Pilzkrankheiten wie Rosenrost, Mehltau und Sternrußtau.
1882 brachte man diese Rose in die Baumschule von Anthony Cook in Baltimore, wo George Bancroft, ein Politiker und Rosenfreund, wahrscheinlich auf sie aufmerksam wurde. George Field entdeckte die unbenannte Sorte in der Rosensammlung Bancrofts in Newport, Rhode Island. Die Rose wurde daraufhin von Field Brothers kultiviert und 1886 unter dem von Bancroft gewählten patriotischen Namen „American Beauty“ als neue Rosensorte verbreitet. Der deutsche Rosenexperte Friedrich Harms aus Hamburg, bewies bald, dass es sich um ‘Mme Ferdinand Jamin’ handelte. Dem wurde aber sogleich widersprochen. 'American Beauty' blieb in den USA als Schnittrose über ein Vierteljahrhundert sehr beliebt und wurde zur offiziellen Blume des Districts of Columbia erhoben. Zu größerer Bekanntheit gelangte die Pflanze, als sie im nach ihr benannten Kinofilm American Beauty (1999) mehrere Male in Erscheinung trat.